# Arqueología de los medios
Arqueología de los medios (también Arqueología medial) es una disciplina o interdisciplina que tiene como origen el concepto de "arqueología epistemológica" propuesta en 1967 por el filósofo Michel Foucault y que consiste en una metodología alternativa para revisar la historia de los procesos de conocimiento, así como el origen y desarrollo de los llamados por Foucault “dispositivos” epistémicos, a saber: los entramados conceptuales, imaginarios, que existen detrás de una idea, de un invento, de un concepto científico, o de una institución. La arqueología supone desenterrar y traer a la luz los diferentes estratos, las capas, que se van sedimentando en torno a una idea,  a un invento, a una tecnología, con el fin de comprender el origen y la estructura epistémica que rodea y permite su creación y existencia. 

## Desarrollos teóricos
Teniendo como antecedente la arqueología de Foucault, diversos teóricos de los medios han desarrollado una interesante práctica de saberes interdisciplinarios que, bajo la denominación de Arqueología de los medios (Media Archaeology), investiga y reflexiona sobre los orígenes, presupuestos y circunstancias particulares que pueden ser leídas y rastreadas en los dispositivos tecnológicos. Autores como Siegfried Zielinsky (2008) y Eric Kluitenberg (2006) ofrecen obras influyentes en este campo. La arqueología de los medios agrupa, según Simone Natale (2012), tres principios: 1) la crítica de la idea de un progreso lineal en el desarrollo de las tecnologías y que éstas sean consecuencia de un desarrollo ordenado que va de lo más simple a lo más complejo y de lo más primitivo a lo más sofisticado; 2) la atención e indagación en episodios de la historia de los medios que han sido subvalorados o poco estudiados, y que el arqueólogo de los medios desentierra para ofrecer explicaciones novedosas relacionando los datos de modos alternativos y luminosos; 3) cierta libertad en el análisis que hace de la arqueología de los medios (por ello llamada por Zielinsky “an-arqueología”) más bien un conjunto de estudios fragmentarios que se comunican transversal o tangencialmente y que están lejos de pretender conformar un corpus sistematizado. En su naturaleza metodológica misma está el tomar cercanía o distancia de su objeto y la excavación de capas sin necesidad de recorridos totalitarios o de sumas históricas o teleológicas.

## Autores relacionados
- Michel Foucault
- Friedrich Kittler
- Siegfried Zielinsky
- Anne Friedberg
- Eric Kluitenberg
- Thomas Elsaesser
- Jussi Parikka
- Erkki Huhtamo